# Братислава
Братисла́ва (словац. Bratislava [ˈbracislaʋa], прослушатьо файле), до 27 марта 1919 года — Прешпорок или Пре́шпорек (Prešporok, Prešporek), Пре́сбург (нем. Pressburg [ˈprɛsbʊrk], прослушатьо файле), Пожо́нь (венг. Pozsony), в Средние века — Истрополис (лат. Posonium, лат. Istropolis) — город в Центральной Европе, столица Словакии.
Братислава находится на юго-западе Словакии у подножия Малых Карпат, занимая оба берега Дуная и левый берег реки Моравы. Граничит с Австрией и Венгрией. Это единственная столица государства, непосредственно граничащая с двумя суверенными государствами.
Официально население города в 2021 составило около 475 503 человек.  
Историческая столица Венгерского королевства (с 1541 по 1684 год), Первой Словацкой республики (с 1939 по 1945 год) и Словацкой социалистической республики (с 1965 по 1990 год). Ныне Братислава является политическим, культурным и экономическим центром Словакии. В городе находятся резиденция словацкого президента, парламент и органы исполнительной власти Словакии. В Братиславе есть несколько университетов, множество музеев, театров, галерей и других культурных и образовательных учреждений. Многие крупные предприятия и финансовые учреждения Словакии имеют здесь штаб-квартиры.
В 2017 году Братислава заняла третье место в списке самых богатых регионов Европейского союза по ВВП (ППС) на душу населения (после Гамбурга и Люксембурга). ВВП по паритету покупательной способности примерно в три раза выше, чем в других регионах Словакии. Братислава ежегодно принимает около 1 миллиона туристов.

## Этимология
На месте современного города ещё до нашей эры находился римский лагерь Посониум (лат. Posonium). Позже на его месте образовался славянский город Преслав (название от личного имени). В Средние века город находился в составе Австрии и его название превратилось сначала в Бреславсбург, а затем в Пресбург (Pressburg). С образованием в 1867 году Австро-Венгрии город получил венгерское название Пожонь (Pozsony) — венгерское искажение латинского Посониум. После образования в 1918 году независимой Чехословакии городу было возвращено славянское название, которое за несколько веков превратилось в народном употреблении в Братислава (Bratislava). 
По оценке В. А. Никонова, топоним происходит от славянского имени «Братислав» (или Браслав, Преслав, Вратислав, по аналогии с Вроцлавом в Польше).

## География и климат
Братислава расположена в предгорьях Малых Карпат, по обоим берегам Дуная и на левом берегу реки Моравы. За Дунаем расположена меньшая часть города Петржалка. Город непосредственно примыкает к границам с Австрией (до 21 декабря 2007 года существовали пограничные переходы Петржалка-Берг и Яровце-Киттзе) и Венгрией (до 21 декабря 2007 года существовал пограничный переход Русовце-Райка). 
Примечательно, что от столицы Австрии Вены Братиславу отделяют всего около 55 километров — это самое короткое расстояние между двумя столицами в Европе, исключая Ватикан и Рим.

### Климат
Климат в городе — континентальный, граничащий с умеренным морским (Dfa/Cfa). Среднегодовая температура — +10,5 °C, среднегодовое количество осадков — 565 мм. Средняя температура января — приблизительно −0,4 °C, а средняя температура июля — 21,3 °C. Зимнее время холодное и влажное, со снежным покровом. Лето весьма тёплое, почти жаркое, часто с сильными ветрами.
| Показатель                    | Янв.  | Фев. | Март  | Апр. | Май  | Июнь | Июль | Авг. | Сен. | Окт. | Нояб. | Дек. | Год   |
| ----------------------------- | ----- | ---- | ----- | ---- | ---- | ---- | ---- | ---- | ---- | ---- | ----- | ---- | ----- |
| Абсолютный максимум, °C       | 19,8  | 19,7 | 25,0  | 30,3 | 33,4 | 36,3 | 38,2 | 39,3 | 34,0 | 30,0 | 21,3  | 17,9 | 39,3  |
| Средний суточный максимум, °C | 2,7   | 5,1  | 10,3  | 16,7 | 21,8 | 24,9 | 27,5 | 27,0 | 21,7 | 15,6 | 8,2   | 3,3  | 15,4  |
| Средняя температура, °C       | −0,4  | 1,2  | 5,5   | 11,0 | 16,0 | 19,1 | 21,3 | 20,7 | 15,9 | 10,4 | 4,9   | 0,7  | 10,5  |
| Средний суточный минимум, °C  | −3,4  | −2,3 | 1,3   | 5,4  | 10,2 | 13,4 | 15,4 | 15,0 | 11,0 | 6,1  | 1,8   | −1,9 | 6,0   |
| Абсолютный минимум, °C        | −24,6 | −20  | −15,1 | −4,4 | −2   | 3,0  | 7,0  | 5,0  | −2   | −8   | −12   | −20  | −24,6 |
| Норма осадков, мм             | 39    | 37   | 38    | 34   | 55   | 57   | 53   | 59   | 55   | 38   | 54    | 46   | 565   |
| Источник: Погода и климат     |       |      |       |      |      |      |      |      |      |      |       |      |       |

## Экономика
Братиславский регион является самым экономически богатым и процветающим регионом Словакии, несмотря на то, что он является самым маленьким регионом и имеет второе по величине ядро населения из восьми регионов, составляющих Словакию. На него приходится 26 % ВВП Словакии. ВВП на душу населения в размере 33 124 евро (2005 год) составляет 147,9 % от среднего показателя по ЕС и является вторым по величине (после Праги) уровнем среди всех регионов новых государств-членов ЕС.
В декабре 2007 года уровень безработицы составлял 1,83 процента. Многие государственные учреждения и частные компании базируются в Братиславе. Более 75 % населения Братиславы работает в секторе услуг, в основном состоящем из торговли, банковского дела, ИТ, телекоммуникаций и туризма. Братиславская фондовая биржа (BSSE), организатор публичного фондового рынка, была основана 15 марта 1991 года.
С 1991 года автопроизводитель Volkswagen имеет завод в Братиславе, который расширился. В настоящее время[когда?] его производство сосредоточено на внедорожниках, на которые приходится 68 % всего производства. VW Touareg производится в Братиславе, Porsche Cayenne и Audi Q7 частично построены там.
В последние годы многие международные компании, такие как IBM, Dell, Lenovo, AT&T, SAP и Accenture, построили сервисные центры в городе или думают сделать это в ближайшее время. Причины вступления многонациональных компаний включают близость к Западной Европе, квалифицированную рабочую силу и высокую плотность университетов и исследовательских центров.
Сильный рост словацкой экономики в 2000 году привёл к буму в строительной отрасли. Области, которые привлекают застройщиков, включают Дунай, где два крупных проекта уже строятся: River Park в Старом городе, и Eurovea возле моста Аполлона. Другими развивающимися местами являются районы вокруг основных железнодорожных и автобусных станций, вокруг старой промышленной зоны недалеко от старого города и в деревне Петржалка Нове Место и Ружинов. Ожидалось, что инвесторы потратят 1,2 млн евро на новые проекты к 2010 году. Город имеет сбалансированный бюджет в размере почти шести миллиардов словацких крон (182 миллиона евро, по состоянию на 2007 год), с пятым, предназначенным для инвестиций. Братислава владеет акциями 17 компаний непосредственно, например, в компании общественного транспорта (Dopravný podnik Братислава), компании по сбору и утилизации отходов, а также коммунальной воды. Город также управляет муниципальными организациями, такими как городская полиция (Mestská polícia), музей города Братиславы и Братиславский зоопарк.
Братислава — туристический город: здесь проводятся крупные фестивали Братиславские музыкальные торжества, Братислава для всех и Братиславский майский фестиваль.

## Население
| Год:                | 1994    | 2004    | 2014    | 2024     |
| ------------------- | ------- | ------- | ------- | -------- |
| Количество человек: | 450 776 | 425 155 | 419 678 | 479 389  |
| Разница:            |         | −5,68 % | −1,28 % | +14,22 % |

Население Братиславы, по состоянию на 31 декабря 2016 года, оценивалось в 425 923 человека; в 2021 г. — в 475 503 человека.
По переписи населения 2001 года, словаки составляли 91,4 % населения, венгры — 3,8 %, чехи — 1,9 %, немцы — 0,3 %, прочие — 2,6 %.
Состав населения по вероисповеданию: католики — 243 048 (56,7 %), атеисты — 125 729 (29,3 %), лютеране — 24 810 (6 %), остальные — 4,7 %.

## Административное деление
Административное деление — 5 районов (okres), 17 городских частей (Mestská časť).
| Части Братиславы | Части Братиславы     | Административное деление Братиславы |
| Район            | Городская часть      | Административное деление Братиславы |
| Братислава I     | Старе-Место          | Административное деление Братиславы |
| Братислава II    | Ружинов              | Административное деление Братиславы |
| Братислава II    | Вракуня              | Административное деление Братиславы |
| Братислава II    | Подунайске Бискупице | Административное деление Братиславы |
| Братислава III   | Нове-Место           | Административное деление Братиславы |
| Братислава III   | Рача                 | Административное деление Братиславы |
| Братислава III   | Вайноры              | Административное деление Братиславы |
| Братислава IV    | Карлова Вес          | Административное деление Братиславы |
| Братислава IV    | Дубравка             | Административное деление Братиславы |
| Братислава IV    | Ламач                | Административное деление Братиславы |
| Братислава IV    | Девин                | Административное деление Братиславы |
| Братислава IV    | Девинска Нова Вес    | Административное деление Братиславы |
| Братислава IV    | Загорска Быстрица    | Административное деление Братиславы |
| Братислава V     | Петржалка            | Административное деление Братиславы |
| Братислава V     | Яровце               | Административное деление Братиславы |
| Братислава V     | Русовце              | Административное деление Братиславы |
| Братислава V     | Чуново               | Административное деление Братиславы |

## История
- Первое постоянное поселение относится к эпохе неолита (культура линейно-ленточной керамики).
- 400 год до нашей эры — 50 год до н. э. — кельтское поселение, разрушенное около 50 год до н. э. даками во главе с Буребистой.
- около 50 год до н. э. — проникновение германских племён на территорию Братиславы.
- около 50 год до н. э. — первое появление римских легионов на территории Братиславы.
- около 70 года — римское поселение Герулата.
- I—V века нашей эры — граница (лимес) Римской империи проходит по Дунаю, множество римских и германских поселений. Традиционно считается, что Братислава была одним из опорных пунктов дунайской оборонительной линии, сооружённых по приказу военачальника римского императора Тиберия, Пизона. Однако точных свидетельств римского присутствия в районе современной Братиславы обнаружено не было.
- 375 год — римляне покидают территорию.
- V век — приход славян.
- 560 год — приход аваров.
- 623—658 годы — княжество Само.
- конец VIII века — 833 год — Нитранское княжество.
- 833—907 годы — часть Великой Моравии.
- 907 год — первое упоминание о Братиславе в хрониках (Brezalauspurc): битва при Прессбурге, окончившаяся победой венгров над баварской армией.
- 907—1918 годы (с небольшими перерывами) — часть Венгрии.
- 1541—1684 годы — (после захвата Буды турками) — временная столица Венгрии, подчинённой Австрийской монархии Габсбургов.
- 26 декабря 1805 года — заключение мирного договора между Францией и Австрией в Пресбурге после разгрома Австрии в Аустерлицком сражении и её полного поражения в войне Третьей коалиции (Пресбургский мир).
- 1919—1939 годы — часть Чехословакии; смена официального названия на Братислава взамен Prešporek/Pressburg/Pozsony. Ранее название Братислава использовалось лишь словацкими патриотами, опиравшимися на сомнительное прочтение Павлом Йозефом Шафариком имени князя Паннонской Хорватии и Блатенского княжества Браслава (в чью честь был назван Brezalauspurc) как Братислав. Первоначально словацкие эмигранты в США хотели переименовать город в Вильсонов или Вильсонштадт — в честь президента Вудро Вильсона как сторонника права наций на самоопределение.
- 1939—1945 годы столица Первой Словацкой республики, задунайская часть (современный район Братислава V) аннексирована Германией.
- 4 апреля 1945 года освобождена войсками 2-го Украинского фронта в ходе Братиславско-Брновской наступательной операции.
- 1945—1992 годы — часть Чехословакии.
- 1969—1992 годы — столица Словацкой социалистической республики (с 1990 года — Словацкой республики) в составе Чехословакии.
- с 1993 года — столица независимой Словакии.

## Транспорт
С приходом в город железной дороги в 1848 году действует железнодорожный вокзал Братислава-Главная в центре города. В задунайской части работает железнодорожный вокзал Братислава-Петржалка. Железные дороги из города идут в 6 направлениях. Братиславский аэропорт Иванка имени Штефаника находится в нескольких километрах от города и работает с 1951 года. Владеющий аэропортом консорциум «OneTwo» планирует объединить его в единый комплекс с также принадлежащим ему венским аэропортом Швехат с прокладкой скоростной железной дороги Братислава — Швехат — Вена. Для обеспечения судоходства по Дунаю в городе есть речной порт с вокзалом. Автодорожная сеть города включает 5 мостов и имеет 3 основные автомагистрали из города. В городе есть главный автовокзал Млинские Нивы и автостанции.
Первым общественным городским транспортом в Братиславе стал в 1868 году омнибус. Трамвай в Братиславе был открыт в 1895 году и с тех пор является основным общественным транспортом, имея в настоящее время 8 линий. Братиславский троллейбус был впервые запущен в 1909 году, но вскоре был закрыт, а вновь стал работать с 1941 года, имея в настоящее время 14 маршрутов. В городе также действуют автобусные маршруты (около 60 обычных и 20 ночных), при этом до 2016 года автобус был единственным общественным транспортом, который ходил в задунайскую часть города Петржалку, сейчас же туда проложена новая трамвайная линия, по которой ходят два маршрута — 1 и 3. Общественный городской транспорт управляется единой компанией Dopravný podnik Bratislava. В 1985 году было начато сооружение Братиславского метрополитена, которое вскоре было остановлено.

## Наука и культура

### Образование
- Университет Коменского
- Словацкий медицинский университет
- Экономический университет в Братиславе
- Словацкий технический университет в Братиславе

### Музеи и галереи
- Словацкая национальная галерея
- Музей часов
- Музей транспорта
- Словацкий народный музей
- Городской музей Братиславы
- Художественный музей Данубиана
- Фармацевтический музей
- Водный музей
- Галерея Зоя
- Музей торговли
- Археологический музей (Archeologické múzeum)
- Железнодорожный музей Словацкой Республики (Železničné múzeum Slovenskej republiky)
- Исторический музей (Historické múzeum)
- Музей Античной Герулата (Múzeum Antická Gerulata)
- Музей Артура Флейшмана (Múzeum Arthura Fleischmanna)
- Музей виноградарства (Múzeum vinohradníctva)
- Музей венгерской культуры в Словакии (Múzeum kultúry Maďarov na Slovensku)
- Музей еврейской культуры (Múzeum židovskej kultúry)
- Музей естествознания (Prírodovedné múzeum
- Музей Иоганна Непомука Гуммеля (Múzeum Johanna Nepomuka Hummela)
- Музей исторических интерьеров (Múzeum historických interiérov)
- Музей истории Еврейской общины (Židovské komunitné múzeum)
- Музей культуры карпатских немцев (Múzeum kultúry karpatských Nemcov)
- Музей музыки (Hudobné múzeum)
- Музей оружия (Múzeum zbraní)
- Музей образования и педагогики (Múzeum školstva a pedagogiky)
- Музей полиции (Múzeum polície Slovenskej republiky)

## Средства массовой информации
Будучи столицей, Братислава является местом размещения офисов множества словацких средств массовой информации. В городе находятся офисы таких телеканалов как «Словацкое телевидение», «Markíza», «JOJ» и «TA3». Также в Братиславе находится штаб-квартира «Словацкого радио» и офисы ряда коммерческих радиостанций. Среди выходящих в Братиславе газет «SME», «Pravda», «Nový čas», «Hospodárske noviny» и англоязычный «The Slovak Spectator». В Братиславе расположены штаб-квартиры двух словацких информационных агентств: Информационного агентства Словацкой Республики и «Словацкого информационного агентства».

## Достопримечательности
- Братиславский град
- Братиславский зоопарк
- Братиславский кукольный театр
- Девинский замок
- Дворец Грашалковичей
- Истрополитанская академия
- Мавзолей Хатама Софера
- Михайловские ворота
- Мост Аполлон
- Национальный театр Словакии
- Мост словацкого национального восстания
- Рыбацкие ворота
- Собор Святого Мартина
- Старая ратуша
- Старый мост
- Францисканская церковь
- Церковь Святой Елизаветы или «Голубая церковь» (1907—1913) в стиле модерн, одно из наиболее знаменитых сооружений венгерского архитектора Эдёна Лехнера.
- Церковь Святого Николая (1661) в стиле барокко, ранее — католическая, ныне принадлежит автокефальной Православной церкви Чешских земель и Словакии.
- Капелла святого Иакова — Оссуарий и руины самого старого средневекового религиозного здания Братиславы.
- Церковь Святого Духа
- Церковь кларисок
- Церковь Девы Марии Лоретанской
- Ортодоксальная синагога построена в 1926 году.

## Спорт
В городе базируется спортивное общество «Слован». Футбольный клуб выступает в словацкой экстралиге. А хоккейный — один из самых успешных в Европе. С 2012 по 2019 год ХК «Слован» выступал в КХЛ.

## Города-побратимы
- Александрия (араб. الإسكندريه‎), Египет
- Бремен (нем. Bremen), Германия
- Вена (нем. Wien), Австрия
- Ереван (арм. Երևան), Армения
- Киев (укр. Київ), Украина
- Кливленд (англ. Cleveland), Огайо, США
- Краков (пол. Kraków), Польша
- Любляна (словен. Ljubljana), Словения
- Перуджа (итал. Perugia), Италия
- Прага (чеш. Praha), Чехия
- Роттердам (нидерл. Rotterdam), Нидерланды
- Ульм (нем. Ulm), Германия
- Турку (фин. Turku, швед. Åbo), Финляндия
- Салоники (греч. Θεσσαλονίκη), Греция
- Саратов, Россия